# Sun Chuanfang
Sun Chuanfang (en chino tradicional, 孙传芳; en chino simplificado, 孙传芳; pinyin, Sun Chuánfāng) (1884-13 de noviembre de 1935), también conocido como el «caudillo de Nankín» o señor de la «Liga de las Cinco Provincias», fue un caudillo militar chino de la camarilla de Zhili y protegido de Wu Peifu. Controló las provincias del bajo Yangtsé a mediados de la década de 1920 y resultó derrotado durante la Expedición del Norte.
Natural de Shandong, ingresó en el Ejército y, tras formarse primero en China, pasó varios años en la academia militar japonesa. Al regresar a China en 1910, se integró en la camarilla de Beiyang, aunque no tuvo un papel relevante en la caída de la monarquía y en los primeros años de la república.
Miembro de la camarilla de Zhili, tras la victoria de esta en la primera guerra Zhili-Fengtian en 1922 exigió y logró la renuncia del presidente Xu Shichang y la vuelta al cargo de Li Yuanhong. Wu Peifu lo envió a combatir al Yangtsé, y el Gobierno le nombró gobernador de una de las provincias de la región en marzo de 1923, donde fue extendiendo su poder.
Tras la sorprendente derrota de la camarilla por la deserción de Feng Yuxiang a finales de octubre de 1924, declaró brevemente la guerra a este, pero aceptó poco después el regreso a la presidencia de Duan Qirui como gesto conciliador con los vencedores. A finales de 1925, había rechazado el avance de las tropas de la camarilla de Fengtian en la zona del Yangtsé y se había apoderado de un importante territorio. Subordinado teóricamente a Wu Peifu, en realidad llevó a cabo una política independiente, más favorable a Feng y opuesta a Zhang que la de Wu.
Facilitó la Expedición del Norte del Guomindang al no respaldar al resto de fuerzas de la camarilla de Zhili de la China central; a pesar de ello, el Guomindang atacó sus provincias y Sun tuvo que reconciliarse con Zhang Zuolin y otros de sus antiguos enemigos para tratar de resistir la embestida, finalmente sin éxito. Tras resultar derrotado al intentar retomar Nankín, se retiró de la vida pública en 1928. Murió asesinado en 1935.

## Comienzos
Sun Chuanfang nació en Licheng, en la provincia de Shandong, en una familia humilde. Educado en la Academia Militar de Beiyang hasta 1904, el Gobierno le envió a Japón para completar su formación; allí coincidió con otros alumnos de la academia militar japonesa de la misma promoción que más tarde se convirtieron en destacados caudillos militares. Se unió al Tongmenghui durante su estancia en Japón, pero no participó activamente en la sociedad secreta. Se graduó en 1909 y pasó un año de formación práctica en Japón antes de volver a China.
Se unió al Ejército de Beiyang a su regreso y más tarde a la camarilla de Zhili. Poco destacado en la Revolución de Xinhai y en los primeros años de la república, ascendió muy lentamente en este periodo; en 1917 se le nombró general de brigada y en 1921, general de la 18.ª División, nombramiento que cambió la carrera de Sun. Participó en la supresión de la rebelión de Sichuan y Hunan como subordinado de Wu Peifu en el verano de ese año.

## Control del bajo Yangtsé
Tras la derrota de Zhang Zuolin en la primera guerra Zhili-Fengtian de mayo de 1922, fue el miembro de la victoriosa camarilla de Zhili que presentó en público la propuesta del retiro de los presidentes de los Gobiernos de Pekín y Cantón en favor del expresidente Li Yuanhong que debía de conducir a la reunificación territorial del país. Su propuesta logró el respaldo de la opinión pública, aunque no consiguió su objetivo de reunificar la nación. Sí logró, sin embargo, que se retirara el presidente del norte, Xu Shichang —considerado por la camarilla como un títere de Zhang Zuolin— y la expulsión de Cantón de Sun Yatsen por la rebelión de Chen Jiongming.
Wu le ordenó que marchara hacia Fujian en diciembre de 1922 para contener el avance de las tropas de las provincias rebeldes aliadas de Cantón y sopesó la posibilidad de crear una zona controlada por Sun en el bajo Yangtsé.
Sun fue nombrado gobernador militar de Fujian el 7 de marzo de 1923 por presión de su camarilla sobre el presidente. Antes había sido nombrado comandante en jefe del alto Yangtsé y más tarde del bajo Yangtsé, aunque obtuvo su base territorial más gracias a su pericia militar que al nombramiento en la zona, que se hallaba en disputa entre el norte y el sur. Dentro de la camarilla, se consideraba a Sun un seguidor de Wu Peifu frente a los adversarios de este y del jefe teórico de la misma, Cao Kun, cuando se agudizaron las desavenencias entre los dos en 1922-1923.
Conquistó Fuzhou tras una larga campaña en marzo de 1924, y en septiembre Cao Kun le nombró comisario militar de rehabilitación e inspector general de Fujian y Zhejiang. Como tal derrotó al gobernador militar de Zhejiang, que se había opuesto a Cao.

## Derrota de la camarilla y apogeo

### Aumento de sus dominios en el Yangtsé

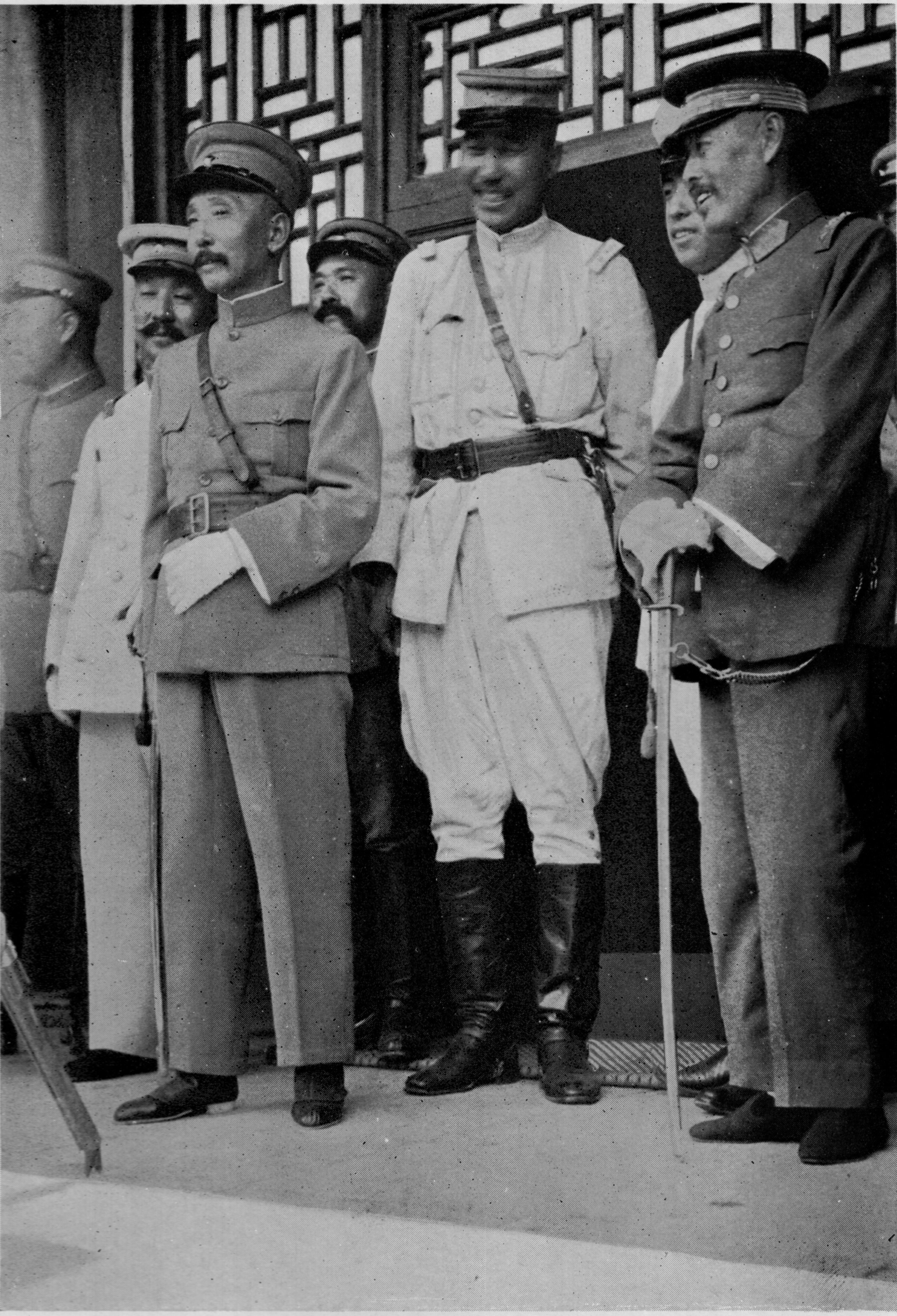
Reunión de vencedores en Pekín en junio de 1926:a la izquierda Zhang Zuolin, a la derecha Wu Peifu, en el centro entre los dos, Zhang Zongchang, que controlaba Shandong. Tras Wu se vislumbra al hijo y sucesor de Zhang Zoulin, Zhang Xueliang.

Sun mandaba dos divisiones en Fujian en 1924, al comienzo de la primera guerra Jiangsu-Zhejiang. Uno de sus primeros actos consistió en apoyar a su aliado Qi Xieyuan avanzando desde el sur en un movimiento que fue el responsable de la derrota de su rival, el caudillo militar Lu Yongxiang, y de la conquista de Shanghái. Sin embargo, sus aliados Zhili en el norte fueron vencidos en la segunda guerra Zhili-Fengtian; la camarilla acabó por perder todas sus provincias del norte a manos de su contrincante Zhang Zuolin y del Guominjun de Feng Yuxiang, que había desertado de ella para combatir junto a Zhang. Sun declaró inicialmente la guerra a Feng en noviembre, aunque pronto cambió de actitud. El ascenso de Sun fue fulgurante en este periodo: de mandar un par de divisiones en la primavera de 1924 pasó a dominar unas cinco provincias de la China central —Zhejiang, Fujian, Jiangsu, Anhui y Jiangxi— un año más tarde, lo que hizo de él uno de los principales caudillos militares del momento. En el norte del país, solamente Zhang Zuolin, Wu Peifu y Feng Yuxiang podían comparársele en importancia.

### Diferencias con Wu Peifu y enfrentamiento con Zhang Zuolin
Tras la derrota, se contó entre los caudillos de Zhili que respaldaron el nombramiento como presidente de Duan Qirui como gesto de conciliación hacia los vencedores en noviembre de 1924. Al principio, como los demás, se negó a respaldar la petición de ayuda de Wu Peifu, temiendo la enemistad de los nuevos amos de Pekín. El Gobierno de Duan lo recompensó con el gobierno militar de Zhejiang (20 de septiembre de 1924-19 de diciembre de 1926) por su neutralidad en la campaña de Zhang Zongchang y las tropas de la camarilla de Fengtian contra el vecino gobernador militar de Jiangsu. Sun rechazó ayudar en la defensa de la provincia y las tropas del nuevo Gobierno tomaron Nankín el 10 de enero de 1925. Sin el apoyo de Sun Chuanfang, Qi Xieyuan se vio obligado a dimitir y huyó a Japón (28 de enero de 1925), pero no antes de transferir lo que quedaba de su desmoralizado ejército al mando de Sun Chuanfang, que se aprovechó de la situación para tratar de controlar Zhejiang. Zhang Zongchang y Sun Chuanfang quedaron entonces enfrentados directamente.

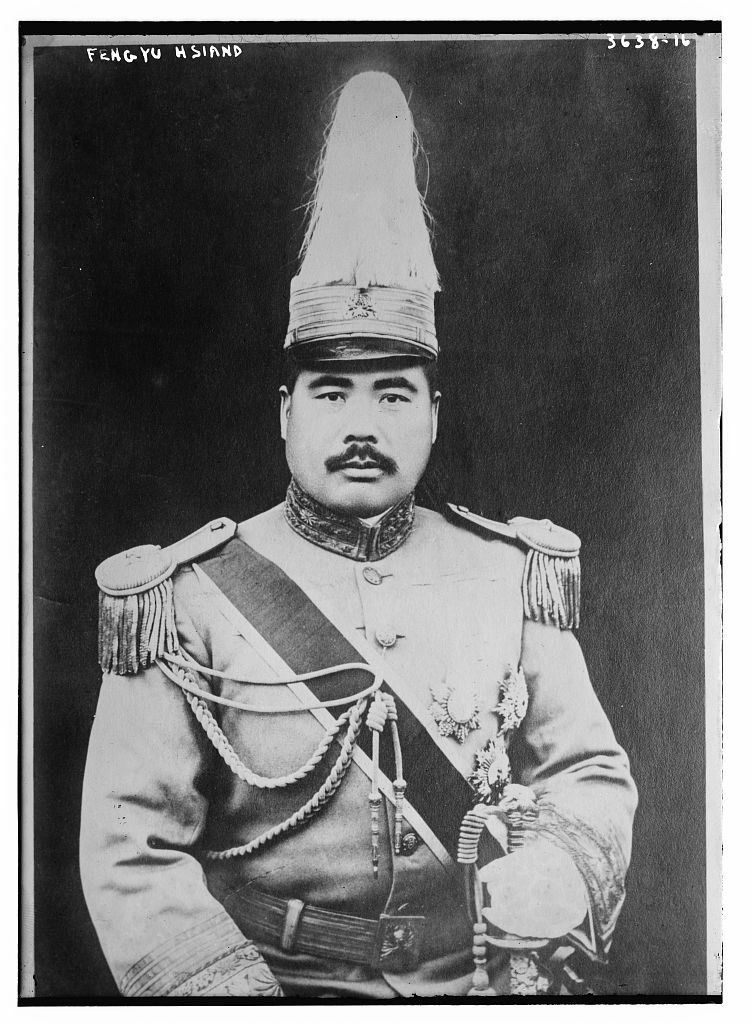
Feng Yuxiang, traidor de la camarilla de Zhili y principal rival de Wu Peifu, se alió, no obstante, con Sun contra Zhang Zuolin, principal amenaza para los territorios controlados por Sun.

Sun respaldó la nueva Alianza de Protección Conjunta —una liga de caudillos menores de Zhili que decidieron apoyar el retorno de Wu Peifu ante la amenaza del avance de las tropas de Feng Yuxiang y Zhang Zuolin hacia sus territorios en octubre de 1925—. Se decidió a mostrar su apoyo a Wu por el avance de las tropas de Zhang hacia su territorio entre enero y agosto de ese año. Se proclamó general en jefe de las provincias de Jiangsu, Anhui, Jiangxi, Zhejiang y Fujian el 15 de octubre de 1925; las dos primeras estaban en manos de gobernadores de la camarilla de Fengtian de Zhang, con lo que agudizó el enfrentamiento con esta. Al día siguiente, emprendió un contraataque que expulsó a Zhang Zongchang y sus fuerzas de los barrios chinos de Shanghái. A mediados de noviembre, había arrebatado a los de Fengtian sus provincias del Yangtsé y controlaba efectivamente las cinco provincias de las que era teórico general en jefe. Estableció su sede en Nankín como gobernador militar de Jiangsu el 25 de noviembre.
Mientras, a finales de octubre, había invitado a Wu a aceptar el mando del nuevo «Ejército Aliado contra los Bandidos», formado teóricamente por las tropas de los caciques militares de las catorce provincias del Yangtsé. Rechazó, empero, su ofrecimiento de trasladar sus tropas a la zona de influencia de Sun en el bajo Yangtsé, temiendo su competencia. Sun, además, consideraba a Zhang Zuolin su principal adversario y había llegado a un acuerdo con Feng Yuxiang, que le había ayudado en su ofensiva de octubre trasladando sus tropas al oeste de Shandong, amenazando la retirada de las tropas de Fengtian y forzando su repliegue hacia el norte. Para Wu Peifu, sin embargo, Feng y no Zhang era el principal enemigo.
El fracaso de la revuelta de Guo Songling en Mukden contra Zhang a instigación de Feng y la negativa del gobernador de Henan —protegido de este— de permitir el paso de las tropas de Wu hacia el bajo Yangtsé en ayuda de Sun hicieron que Wu se coligase con Zhang Zuolin (debilitado de todas maneras por la rebelión de su subordinado) contra Feng, para disgusto de Sun. Este prefería la alianza con Feng para acabar con la influencia del caudillo de Manchuria en el este del país y expulsarlo de Shandong, que aún controlaba. Las relaciones entre los dos militares de Zhili se deterioraron a partir de diciembre de 1925 por estas maniobras de Wu. Ese mismo mes declaró las cinco provincias bajo su control independientes del Gobierno de Pekín.

### Ambigüedad y lucha con el Kuomintang
Wu se hizo con el control de Henan en enero y febrero de 1926 derrotando al Guominjun y se adueñó también de Hubei, lo que aumentó notablemente su poder. Ese mismo año, Sun reorganizó la administración de Shanghái y unificó las diversas autoridades de la urbe. Aplastó con dureza las protestas obreras de la ciudad.
Sun se volvió más complaciente con Wu a partir de marzo ante el debilitamiento de su posición y las derrotas de Feng. Los planes de Zhang para volver a extender su poder hacia el sur con la excusa del crecimiento del Gobierno de Cantón, a punto de emprender finalmente su Expedición al Norte para acabar con los caciques militares norteños, hizo que Sun declarase sus provincias independientes del Gobierno de Pekín, para tratar de evitar la cooperación con Zhang o la subordinación a este.
Sin embargo, Sun hubo de volver a la conciliación con los dos caudillos y acordar una tregua con el cacique de Shandong, Zhang Zongchang, a finales de mes ante las victorias de Wu y Zhang sobre el Guominjun en julio. Mantuvo conversaciones secretas con Chiang Kai-chek entre agosto y octubre de 1926 y retrasó su aportación a la campaña que Wu Peifu preparaba contra este. Cuando los nacionalistas asaltaron Wuhan en el otoño, la triple ciudad cayó en manos de Chiang en parte por la falta de colaboración de Sun con Wu, que no atacó el flanco del Ejército Nacional Revolucionario. Sun se declaró neutral durante la primera fase de la campaña del Guomindang. Prefería aprovechar el debilitamiento de Wu y el Kuomintang resultado del conflicto para reforzar su poder en la región. Contaba por entonces con once divisiones y seis brigadas mixtas, entre cuarenta y setenta mil soldados. Su neutralidad, sin embargo, también conllevaba aislamiento y falta de alianzas, lo que, en caso de conflicto, suponía una debilidad.
Chiang, empero, no respetó los dominios de Sun, a pesar de la falta de asistencia de este a Wu, y en octubre atacó Jiangxi. Las fuerzas del Kuomintang, ayudadas por las de algunos oficiales desertores del ejército de Sun, se apoderaron rápidamente de la provincia, pero Sun llevó a cabo una rápida contraofensiva que desbarató a las fuerzas enemigas y le permitió retomar la capital provincial, donde desató una brutal represión contra los sospechosos de simpatizar con el Kuomintang. Trató además, en vano, de asesinar a Chiang con un comando. Aplastó también la revuelta del gobernador de Zhejiang.
Hubo de evacuar la capital provincial, Nanchang, en noviembre de 1926. Las fuerzas del Kuomintang habían aislado la ciudad cortando la línea férrea que la comunicaba con el norte de la provincia. Sufrió una grave derrota en Jiujiang el día 4 del mes. Perdió cuarenta mil soldados, hechos prisioneros por las fuerzas sudistas en el cerco de Nanchang, que cayó en manos del enemigo el 8 de noviembre.
Tras esta derrota, Sun se vio obligado a unir fuerzas con su anterior enemigo, Zhang Zuolin, y formar el «Ejército de Pacificación del País» (Anguojun), del que Zhang era jefe y Sun, Zhang Zongchang y Yan Xishan, sus lugartenientes. Para entonces los nacionalistas habían tomado Fujian y parte de los subordinados de Sun habían desertado y se había pasado al enemigo. Dando por perdido también Zhejiang, en peligro de conquista inminente por las fuerzas del Kuomintang —pese a haberles infligido varias derrotas en los primeros choques—, trató de resistir en Jiangsu. Sun encargó la defensa de Jiangsu y Anhui a Zhang Zongchang, al que pagaba por ello seiscientos mil dólares mensuales. La desunión de los caudillos militares, en especial la falta de cooperación entre Wu y Sun, facilitó los avances del Kuomintang; Zhang, por su parte, se desentendió fundamentalmente de los combates en el Yangtsé hasta la derrota de Sun en noviembre, cuando decidió repentinamente enviar sus fuerzas al sur. Zhang Zongchang marchó hacia el gran río con ciento cincuenta mil hombres el 26 de ese mes, aunque Zhang, titubeante, ordenó que en ningún caso lo cruzase.

## Derrota final
A pesar de establecer su cuartel general en Nankín en febrero de 1927 junto con Zhang Zonchang, tanto esta ciudad como Shanghái cayeron en manos del Kuomintang en marzo de 1927. Antes de perder Shanghái, cuya defensa estorbaron la traición de algunos comandantes de las provincias situadas al norte de la urbe, fomentadas por el enemigo, aplastó una huelga de los sindicatos, que esperaron en vano la ayuda de las fuerzas del Kuomintang.
Sun se retiró primero a Huaiyin y más tarde a Shandong. Zhang Zuolin reorganizó sus fuerzas en julio y nombró a Sun jefe del I Grupo de Ejércitos. Este retomó Xuzhou el 24 de julio, operación que formaba parte de la ofensiva contra las fuerzas de Feng —aliado ya al Kuomintang— en Henan; como este frente pronto se estabilizó, avanzó hacia Nankín, que trató de recuperar. Sus fuerzas fueron completamente derrotadas tras cruzar el Yangtsé el 26 de agosto después de un intenso bombardeo de cobertura: cerca de veinte mil de sus hombres murieron y treinta mil fueron capturados por las tropas del Kuomintang. La batalla fue feroz, y la derrota de Sun se debió tanto a la falta de suministros como a la necesidad de enfrentarse a un tiempo a los defensores de la ciudad y a las unidades que acudieron en su auxilio. La falta de barcos para replegarse al norte del río aumentó las pérdidas sufridas por su ejército durante la maniobra, realizada el 31 de agosto. El descalabro minó tanto las fuerzas de los coligados del norte como su inclinación a emprender campañas en la región, en la que no estaban acostumbrados a campear.
Siguió siendo uno de los principales lugartenientes de Zhang Zuolin hasta el final de la Expedición del Norte pese a la gran derrota sufrida en el asedio de Nankín. Como tal, participó en la reunión del 13 de marzo de 1928 celebrada para diseñar los planes de defensa de Pekín y las ofensivas contra el enemigo. Emprendió una fallida ofensiva a lo largo de la línea férrea Tianjin-Pukou en dirección a Xuzhou a mediados de abril, que acabó con una veloz retirada de las unidades nordistas. Sun y Zhang Zongchang habían evacuado por completo Shandong a finales de mes, en cuya capital entró triunfalmente Chiang Kai-shek el 2 de mayo. Adoptó posiciones defensivas en torno a Pekín a partir del 9 de mayo, como el resto de comandantes de Zhang; Sun apostó sus tropas en Dezhou.

## Retiro y muerte
Sun se retiró de la vida pública de la república en 1928 y marchó a Dalian, entonces en poder de Japón. Más tarde se instaló en Tianjin, donde se dedicó al estudio del budismo. Solamente abandonó su retiro por la invitación gubernamental a la conferencia de Loyang, celebrada en 1932 para tratar sobre el incidente de Mukden. Los japoneses, sin embargo, barajaron su nombre entre los de otros antiguos caciques militares que emplearon para crear regímenes títeres en algunas zonas de China.
Shi Jianqiao, hija del oficial Shi Congbin, que once años antes había sido general de brigada de Zhang Zongchang, lo asesinó a tiros el 13 de noviembre de 1935 mientras rezaba en un templo budista. En octubre de 1924, durante la segunda guerra entre los de Zhili y Fengtian, Shi Congbin había sido capturado por Sun Chuanfang, que le había mandado decapitar. Shi recibió la simpatía del pueblo y fue indultada por el Gobierno del Guomindang en 1936.